# Judicael de Nantes
Judicael de Nantes (vers 979-1004) fou bisbe de Nantes el 988-990 i després comte de Nantes de 992 a 1004.
Era fill il·legítim d'Hoel I de Bretanya i fou criat per la seva àvia Judit i per Haimon (anomenat "el vescomte", senyor de Dinan i fill bastard d'Aimeri III de Thouars), germà uterí del seu pare. El 988 a la mort de Guerech, comte i bisbe de Nantes, fou declarat bisbe al seu lloc, tot i ser menor d'edat, mentre el seu germà Alan era proclamat comte, però a la mort d'aquest darrer el 990, Conan I de Rennes o de Bretanya es va apoderar de Nantes i es va nomenar bisbe a un tal Hug. Amb el suport de Folc III d'Anjou va poder recuperar el comtat de Nantes després de la derrota i mort de Conan I de Bretanya a la segona batalla de Conquereuil el 27 de juny de 992. Degut a la seva joventut, Folc III el va posar sota tutela del seu vassall Aimeri III de Thouars que portarà el títol de comte de Nantes de 992 a 994. En aquest darrer any Judicael fou derrotat pel nou comte de Rennes Jofré o Geoffroi I Berenguer (després Geoffroi I de Bretanya) i li va haver de fer homenatge 
Va morir prematurament el 1004 assassinat a traïció quan anava de Nantes a la cort del seu sobirà a Rennes. De la seva esposa Melisenda va deixar dos fills:
- Budic de Nantes que el va succeir com a comte de Nantes
- Judit de Nantes que es va casar vers 1026 amb Alan Canhiart comte de Cornualla